# Kevin Roche
Kevin Roche (14. června 1922, Dublin, Irsko – 1. března 2019) byl americký architekt a držitel Pritzkerovy ceny. Je zodpovědný za více než 200 budov po celém světě. Roche vystudoval University College v Dublinu v roce 1945. Poté pracoval s Michaelem Scottem mezi lety 1945 až 1946. Od roku 1946 spolupracoval s Maxwellem Fryem v Londýně. V roce 1947 požádal o postgraduální studium na Harvardu, Yale, a Illinois Institute of Technology a byl přijat na všech třech institucích, kvůli tomu roku 1948 opustil rodné Irsko.

## Dílo
- Sídlo Fordovy nadace, New York (1968)
- Knights of Columbus Building, New Haven, Connecticut (1968)
- Oakland Museum of California, Oakland, Kalifornie (1969)
- The Pyramids, Indianapolis, Indiana (1974)
- John Deere World Headquarters, Moline, Illinois (1978)
- 60 Wall Street, New York (1989)
- Leo Burnett Building, Chicago, Illinois (1989)
- 750 7th Avenue, New York (1990)
- Bank of America Plaza, Atlanta, Georgie (1993)
- Millenia Tower, Singapur (1994)
- Museum of Jewish Heritage, New York (1997)
- Shiodome City Center, Tokio, Japonsko (1997)
- Sídlo Komise pro kontrolu cenných papírů, Washington, D.C. (2001)
- 1101 New York Avenue, Washington, D.C. (2003)
- Convention Centre Dublin, Dublin, Irsko (2010)

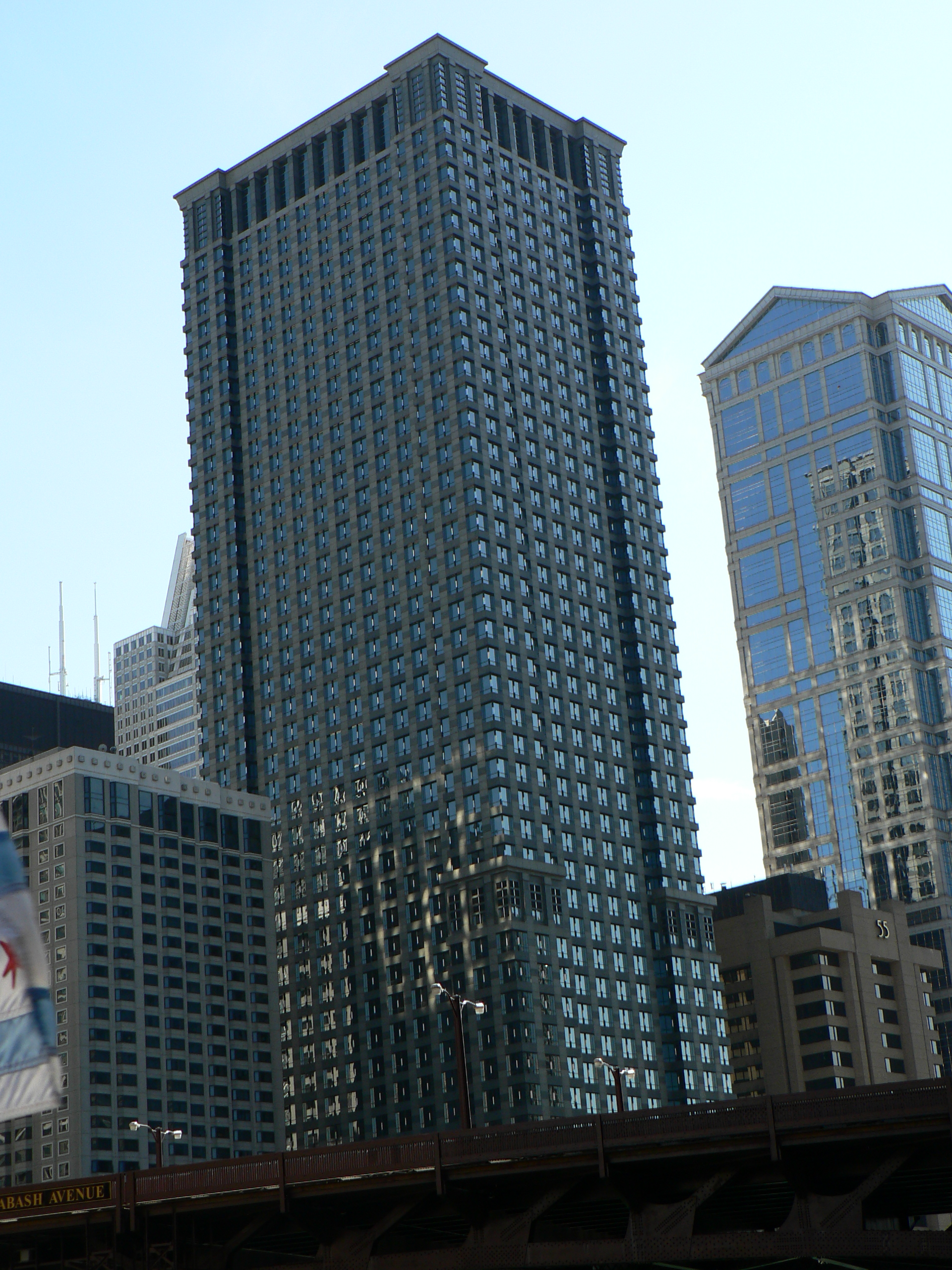
Leo Burnett Building
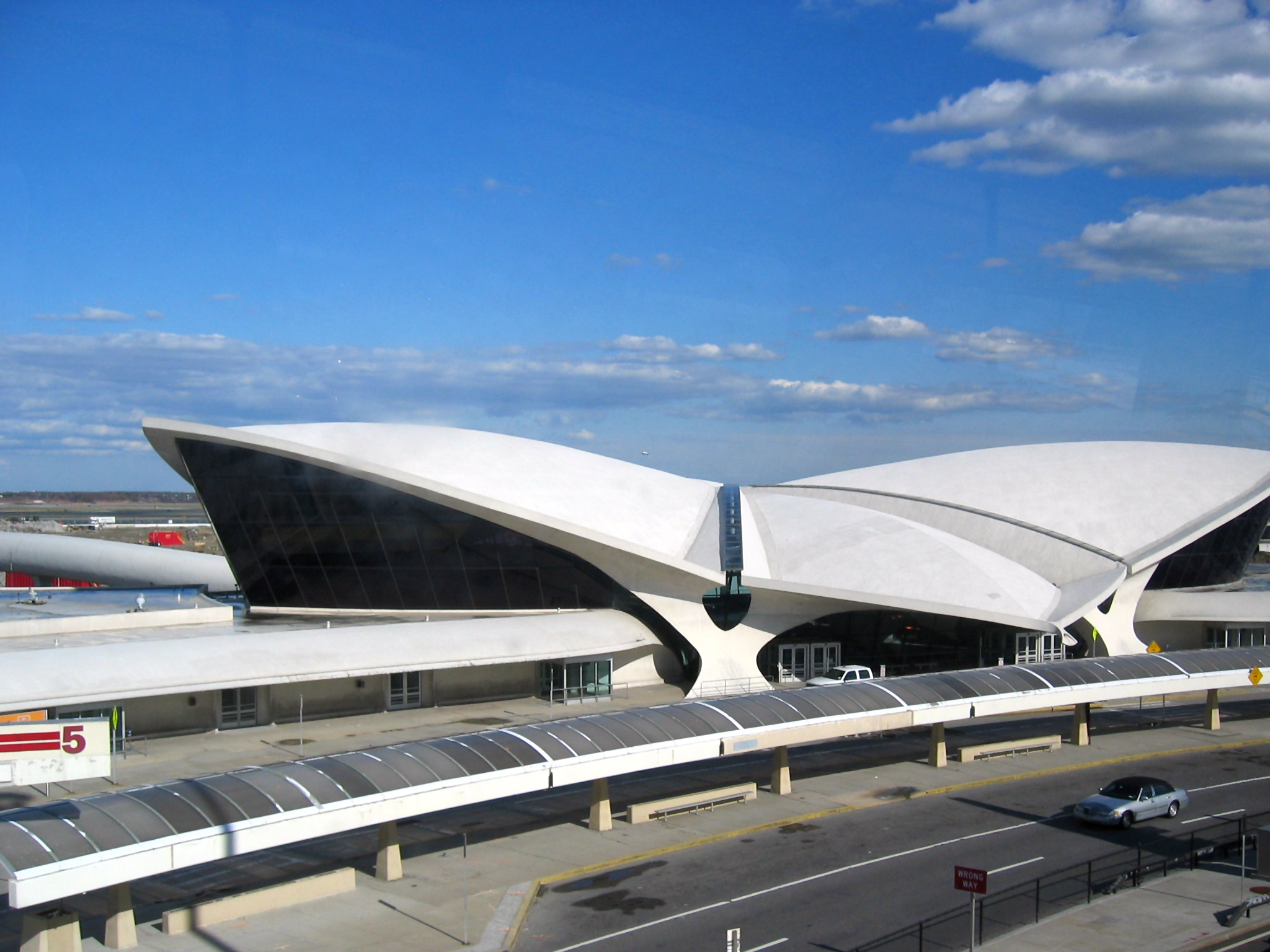
Letiště JFK
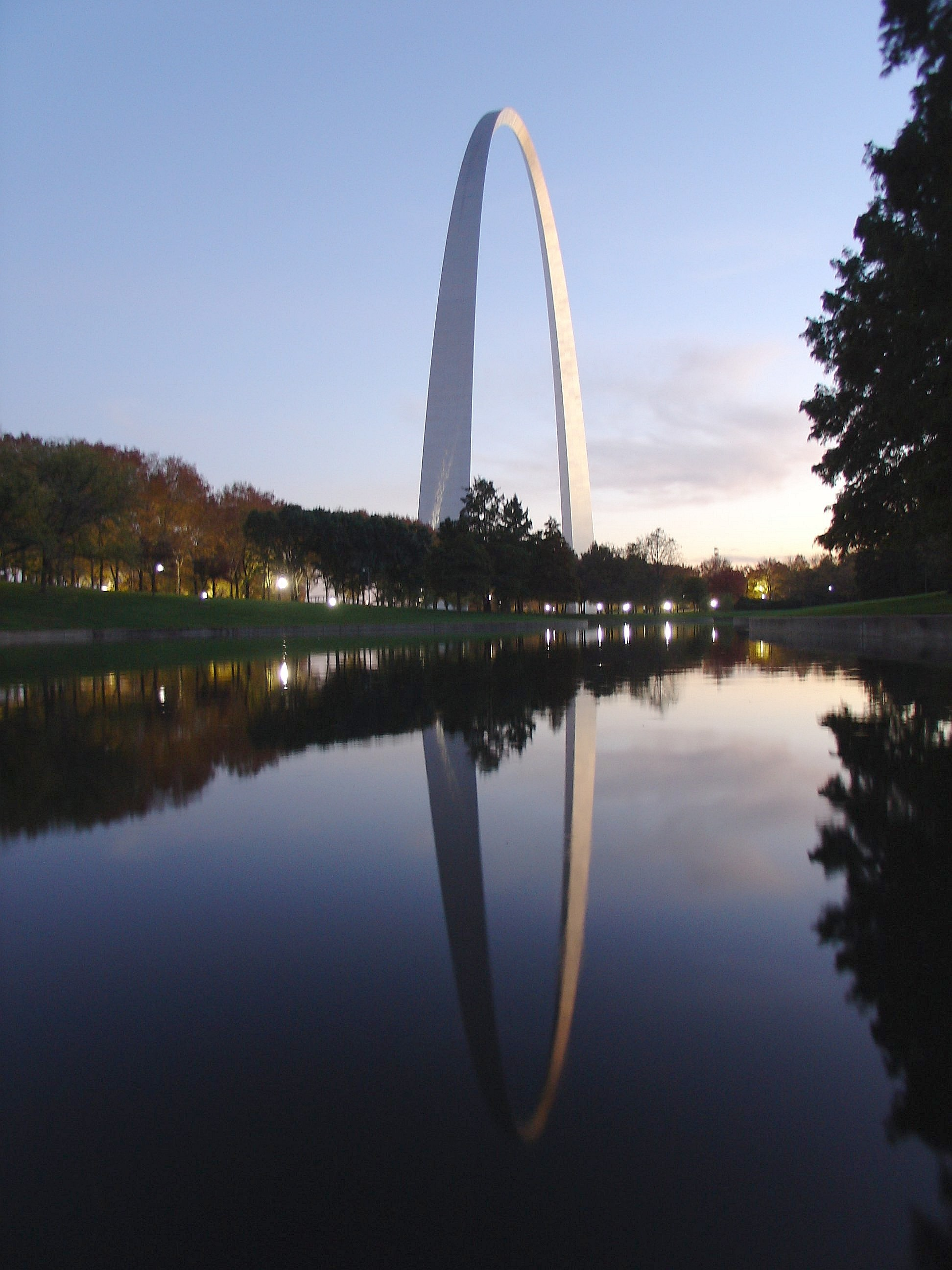
Gateway Arch